# Jousseaumia heterocyathi
Jousseaumia heterocyathi is een tweekleppigensoort uit de familie van de Montacutidae. De wetenschappelijke naam van de soort is voor het eerst geldig gepubliceerd in 1906 door Bourne.